# سباق الجائزة الكبرى للدراجات النارية
سباق الجائزة الكبرى للدراجات النارية هو البطولة الرائدة لسباق الدراجات النارية على الطريق وينقسم حاليا إلى ثلاثة فئات وهي موتو جي بي وموتو 2 وموتو 3 وجميع الفئات الثلاث تستخدم محرك رباعي الأشواط.تعتبر رياضة الموتو جي بي من أشهر الرياضات الميكانيكية في العالم، وقد اكتسبت عدد متابعين كبير في السنين الأخيرة.
تتكون بطولة الموتو جي بي من 17 سباق تجري في مختلف أنحاء العالم ويتم توزيع النقاط على المتسابقين حسب مراكزهم، حتى انتهاء الموسم وعندها يفوز السائق الذي يملك في جعبته نقاط أكثر.
تتنافس الموتو جي بي في مجال رياضتها مع عدة بطولات أخرى مثل السوبر بايك والموتو كروس والسوبر موتو والكثير.

## الموتو جي بي والتاريخ
جرى أول سباق للدراجات النارية في فرنسا، بمدينة «نويّي» NEUILLY، سنة 1887 ثم في باريس سنة 1891، ثم كان سباق باريس - بوردو لأول مرة سنة 1895، هذه هي المرحلة الأولى من سباق الدراجات.
وفي مرحلة ما بين الحربين العالميتين سيطر السائقون البريطانيون والدراجات البريطيانية. واضخم تظاهره كانت سباق «توريست - تروفي» TOURIST - TROPHY، وقد جرت على حلبة جزيرة «لو مان» LE MAN في أيرلندا.
بعد الحرب أخذ الإيطاليون دور البريطانيون حتى سنة 1961، إذ برزت في تلك السنة الدراجات اليابانية، وحتى اليوم ما تزال اليابان تسيطر على رياضة الدراجات النارية.

## تعريف مفصل لهذه الرياضة

### دراجة السباق
ان دراجة السباق هي حقاً معجزة ميكانيكية، فعلى عربة تزن 150 كغم نجد لوازم ميكانيكية هي بمنتهى الدقة، فهي اله تجمع الصلابة القصوى إلى الرشاقة القصوى. وقد لجأ المصممون إلى مواد خاصة مثل «الاكرون» AKRON و«التيتان» TITANE ومزيج أساسة الألمنيوم ALUMINIUM. وتصل سرعة دوران المحرك إلى 15000 دورة في الدقيقة، كما يزداد ضغط الاسطوانة في أثناء احتراق البنـزين. ويمكن لدراجة ناية طاقتها 500 س س (500CC) ان تبلغ قوة 120 حصاناً بخارياً. وهذه «النيازك» تصل سرعتها أحياناً إلى 300 كلم في الساعة.

### لباس السباق
ان خطر السقوط فرض نظاماً دقيقاً في لباس السائق، فالخوذة تكون مطابقة بأوصافها لشروط الامان، وهي مصنوعه من مواد لا تعطي لمعاناً كالزجاج العضوي أو «البوليكاربون» POLYCARBONE، والسترة من الجلد المبطن بالحرير الصخري AMIANTE مع توفير قوة اضافية على الكوعين والجوانب والركبتين، وحذاء من الجلد مزود بكلاب معدني.

### صفات السائق
قيادة الدراجة النارية رياضة تطل تقنية جيده وعيناً ثابتة وردات فعل فائقة وبعض الميل إلى المخاطرة. ويتبع السائق تمريناً خاصاً لتمرين الساعدين والاصابع التي تعمل باستمرار. ولهذه الغاية وجدت الات تساعد على تطبيق حركات اليد كلها، وخاصة على الواصل EMBRAYAGE والفرامل.

## الفرق و المتاسابقون  المشاركة 2013
- ياماها فاكتوري ريسنغ (jorge lorenzo,valentino rossi)
- الريبسول هوندا (dani pedrosa,M.marquez)
- غريسيني هوندا (alvaro bautista)
- دوكاتي تيم (andrea dovizioso, nicky hayden)
- تيتش 3 ياماها (breadly smith، cal crutchlow)
- هوندا ال سي آر (stefan bradel)
- دوكاتي براماك  (andrea iannone, ben spies)
- افينتا بلوزنس (hector barbera ,hiroshi aoyama)
- كام لودريسنغ بروجكت (danilo pettrucci , lukas pesek)
- كارديون AB موتوريسنغ (karel abraham)

يقود الدراجة مسروجاً بالجلد وبسرعة 200 كلم في الساعة، فيجتاز المنعطفات بسرعة مذهلة تصل إلى 70 متر في الثانية وانحناء يصل لحدة الأقصى، وهو معّرض للسقوط في أية لحظة، فارس الحلبات الجديد هذا هو سائق الدراجات النارية.(valentino rossi)

## الحلبات
1- حلبة خيريز
المكان: خيزيز - إسبانيا
الافتتاح: 1986
الطول: 4423 م
منعطفات لليمين:8
منعطفات لليسار:5
أطول خط مستقيم:600 م
2-حلبة لوسيل
المكان: الدوحة - قطر
الافتتاح:2004
الطول: 5380 م
منعطفات لليمين:10
منعطفات لليسار:6
أطول خط مستقيم:1068 م
3-حلبة إسطنبول
المكان: إسطنبول - تركيا
الافتتاح: 2005
الطول:5340 م
منعطفات لليمين:6
منعطفات لليسار:8
أطول خط مستقيم:720 م
4- حلبة شنغهاي الدولية
المكان: شنغهاي - الصين
الافتتاح:2004
الطول: 5281 م
منعطفات لليمين:7
منعطفات لليسار:7
أطول خط مستقيم:1202 م
5-حلبة لي مون
المكان: لي مانس - فرنسا
الافتتاح:2002
الطول: 4180 م
منعطفات لليمين:9
منعطفات لليسار:4
أطول خط مستقيم:450 م
6- حلبة موجيلو
المكان: موجيلو -إيطاليا
الافتتاح: 1974
الطول:5245 م
منعطفات لليمين:9
منعطفات لليسار:6
أطول خط مستقيم:1141 م
7- حلبة كاتالونيا
المكان: برشلونة
الافتتاح:1991
الطول:5727 م
منعطفات لليمين:8
منعطفات لليسار:5
أطول خط مستقيم:1047 م
8- حلبة اسين
المكان: اسين
الافتتاح: 1955
الطول: 4555
منعطفات لليمين:11
منعطفات لليسار:6
أطول خط مستقيم:560
9- حلبة دونينون بارك
المكان: دونينون
الافتتاح: 1931
الطول: 4023 م
منعطفات لليمين:7
منعطفات لليسار:4
أطول خط مستقيم: 564 م
10- حلبة ساتشسينرينغ
المكان: ساتشسينرينغ - ألمانيا
الافتتاح: 1996
الطول: 3671 م
منعطفات لليمين:4
منعطفات لليسار:10
أطول خط مستقيم:780 م
11- حلبة لاغونا سيكا
المكان: لاغونا سيكا
الافتتاح:1957
الطول:3610
منعطفات لليمين:4
منعطفات لليسار:7
أطول خط مستقيم:966
12- حلبة اوتوموتودروم بورنو
المكان: بورنو - التشيك
الافتتاح: 1996
الطول: 5403 م
منعطفات لليمين:6
منعطفات لليسار:8
أطول خط مستقيم:636 م
13- حلبة سيبانغ الدولية
المكان: سيبانغ
الافتتاح: 1998
الطول: 5548 م
منعطفات لليمين:10
منعطفات لليسار:5
أطول خط مستقيم:920 م
14- حلبة فيليب ايسلاند
المكان: فيليب ايسلاند - أستراليا
الافتتاح: 1956
الطول: 4448 م
منعطفات لليمين:5
منعطفات لليسار:7
أطول خط مستقيم:900 م
15- حلبة موتوغي
المكان: موتوغي - اليابان
الافتتاح: 1997
الطول: 4801
منعطفات لليمين:8
منعطفات لليسار:6
أطول خط مستقيم:762 م
16- حلبة ايستوريل
المكان: ايستوريل - اليابان
الافتتاح:1972
الطول: 4182 م
منعطفات لليمين:9
منعطفات لليسار:4
أطول خط مستقيم:986 م
17- حلبة كومانيتيت فالنسيا (ريكاردو تورمو)
المكان: تشيستي - إسبانيا
الافتتاح: 1999
الطول: 4005 م
منعطفات لليمين:5
منعطفات لليسار:9
أطول خط مستقيم:876 م

## وصلات خارجية
- الموقع الرسمي